# Moritz Körner
Moritz Körner (ur. 3 sierpnia 1990 w Wiesbaden) – niemiecki polityk, działacz Wolnej Partii Demokratycznej (FDP), poseł do landtagu Nadrenii Północnej-Westfalii, deputowany do Parlamentu Europejskiego IX i X kadencji.

## Życiorys
W 2010 uzyskał dyplom maturalny. W latach 2011–2014 odbywał studia licencjackie z nauk społecznych na Uniwersytecie Heinricha Heinego w Düsseldorfie, następnie do 2017 kształcił się na studiach magisterskich w NRW School of Governance w ramach Universität Duisburg-Essen.
W 2008 wstąpił do Wolnej Partii Demokratycznej. Pełnił różne funkcje w Junge Liberale, organizacji młodzieżowej tego ugrupowania. W 2012 został wiceprzewodniczącym, a w 2014 przewodniczącym młodzieżówki w Nadrenii Północnej-Westfalii. W 2014 dołączył do zarządu krajowego FDP w swoim landzie. W 2017 uzyskał mandat posła do landtagu Nadrenii Północnej-Westfalii.
W listopadzie 2018 został głównym kandydatem krajowej FDP w wyborach europejskich zaplanowanych na maj 2019. W wyborach tych uzyskał mandat europosła IX kadencji. W 2021 był członkiem grupy roboczej ds. finansów w trakcie negocjacji nad utworzeniem koalicji rządowej po wyborach parlamentarnych. Z powodzeniem ubiegał się o reelekcję w wyborach do PE w 2024.